# دم‌دراز دیهیم‌آبی
دم‌دراز دیهیم‌آبی (نام علمی: Momotus lessonii) نام یک گونه از سرده دم‌درازهای دم‌پارویی است.